# Veere
Veere este o comună și o localitate în provincia Zeelanda, Țările de Jos.

## Localități componente
Aagtekerke (1.479 loc.), Biggekerke (895 loc.), Domburg (1.481 loc.), Gapinge (522 loc.), Grijpskerke (1.377 loc.), Koudekerke (3.620 loc.), Meliskerke (1.477 loc.), Oostkapelle (2.451 loc.), Serooskerke (1.833 loc.), Veere (1.520 loc.), Vrouwenpolder (1.125 loc.), Westkapelle (2.672 loc.), Zoutelande (1.593 loc.).